# Main Road Post
Main Road Post (рус. Мэйн Роад Пост) — основанная в 2006 году российская компания, специализирующаяся в создании визуальных эффектов. Студия известна работой над такими проектами, как «Сталинград», «Особо опасен», «Притяжение» и «Вторжение».
В 2014 году компанию поставили на 97-е место среди всех наиболее влиятельных анимационных студий всех времен.

## История
Арман Яхин начал интересоваться компьютерной графикой в 1993 году, когда на него произвёл впечатление фильм «Парк юрского периода». Эта картина его настолько поразила, что он с товарищами раздобыл 3D Studio и начал пробовать сам. В 9-м классе познакомился с Михаилом Лёсиным, который тоже оказался вдохновлённым энтузиастом по созданию видеоэффектов. С тех пор они начали работать вместе, и вдвоём являются сооснователями Main Road Post. Их роли разделились: Арман больше занимается организацией творческого процесса, Михаил — технологическими решениями. В начале основания студии в ней работало 6 человек, на начало 2020 года около сотни.
За годы своего существования компания заработала репутацию компании, занимающейся тяжеловесной графикой исторических, военных, фантастических проектов.

## Технологии и особенности
Main Road Post использует свои технологии генерации. Так, в фильме «Притяжение» происходит падение инопланетного корабля на Чертаново. Несмотря на ощущение реалистичности, высказанное зрителями, которые узнавали свои дома и сам кинотеатр, в фильме не использовалась фотографическая копия, а был взят за основу архитектурный облик Чертаново, использован программный генератор города, и таким образом был создан район по мотивам Чертаново.
Описанным подходом сотрудники студии заинтересовались во время работ над фильмом «Обитаемый остров». Тогда студия была маленькой (около 10 человек), и она занималась всеми кадрами, связанными с имперским городом. Команда сделала архитектурные болванки, из них далее собирался город. При этом для «Обитаемого острова» технологию сделали настраиваемой: получившийся город можно было изменять. Режиссёру фильма результат понравился, и с этого фильма определилось данное направление как способ автоматизации процесса. В «Притяжении» созданная технология была доработана и усовершенствована: появилась детализация балконов, разнообразие текстур, а автомобильный трафик анимировался так, что машины ездили по правилам и с учётом сигналов светофоров. Во «Вторжении» генератор города был обновлён, когда после «чертановских» съёмок было сделано несколько версий для других фильмов. Здесь команда из Main Road Post пыталась решить новую сложную задачу — сделать город максимально похожим на Москву. Сотрудники нашли подробную карту с высотами, а во время работ использовали OpenStreetMap. Детализация получилась такой, что можно найти практически все уникальные здания.
Работы Main Road Post отличаются вниманием к детализации элементов. По некоторым мнениям, данная работа избыточна. Например, при детальном просмотре кадров в высоком разрешении можно в «Притяжении» увидеть, что когда падает космический корабль, то виден автобус, который судорожно пытается уехать с моста. Или когда человек бежит по полю перед тарелкой, а его заваливает пылью. Подобные детали практически невозможно рассмотреть, так как они занимают буквально три пикселя. Но в студии подобные элементы очень любят, несмотря на их сложность и на то, что результат такой работы зачастую непредсказуем.
Михаил Лёсин является большим фанатом авиации, и в связи с этим в компании большое внимание уделяется моделированию летательных аппаратов, а также прорисовке облаков и других атмосферных эффектов, например изменения линии терминатора, происходящего во время захода солнца. Михаил Лёсин ведёт внутри студии персональный проект по анимации облаков, что является интересной и трудной задачей, так как имеется множество различных видов облаков, поведение которых описывается различными математическими моделями. В связи с таким направлением работы студии в ней сохраняется перфекционистское отношение ко всему, что связано с авиацией. Уровень детализации таков, что дизайнеры работают над такими задачами, как правильное движение закрылков, хорошая отрисовка бликов на самолёте и царапин на остеклении кабины.

## Фильмография
| Год выпуска | Название                               | Вклад                        |
| ----------- | -------------------------------------- | ---------------------------- |
| 2008        | «Адмиралъ»                             | визуальные эффекты           |
| 2008        | «Особо опасен»                         | визуальные эффекты           |
| 2008        | «Август. Восьмого»                     | визуальные эффекты           |
| 2008        | «Обитаемый остров»                     | визуальные эффекты           |
| 2009        | «Каникулы строгого режима»             | визуальные эффекты           |
| 2009        | «Поп»                                  | визуальные эффекты           |
| 2009        | «Обитаемый остров. Схватка»            | визуальные эффекты           |
| 2010        | «Достоевский»                          | визуальные эффекты           |
| 2012        | «Zолушка»                              | визуальные эффекты           |
| 2012        | «Белая гвардия»                        | визуальные эффекты           |
| 2013        | «Метро»                                | визуальные эффекты           |
| 2013        | «Сталинград»                           | визуальные эффекты           |
| 2013        | «Частное пионерское»                   | визуальные эффекты           |
| 2014        | «Солнечный удар»                       | визуальные эффекты           |
| 2014        | «Седьмой сын»                          | предварительная визуализация |
| 2014        | «Бесы»                                 | визуальные эффекты           |
| 2015        | «Призрак»                              | визуальные эффекты           |
| 2015        | «А зори здесь тихие»                   | визуальные эффекты           |
| 2015        | «Частное пионерское 2»                 | визуальные эффекты           |
| 2016        | «Дуэлянт»                              | визуальные эффекты           |
| 2016        | «Ученик»                               | визуальные эффекты           |
| 2016        | «Ночные стражи»                        | визуальные эффекты           |
| 2016        | «Герой»                                | визуальные эффекты           |
| 2016        | «Дед мороз»                            | визуальные эффекты           |
| 2017        | «Притяжение»                           | визуальные эффекты           |
| 2017        | «Легенда о Коловрате»                  | визуальные эффекты           |
| 2018        | «Рубеж»                                | визуальные эффекты           |
| 2018        | «Золотая орда»                         | визуальные эффекты           |
| 2018        | «Вечная жизнь Александра Христофорова» | визуальные эффекты           |
| 2019        | «Вторжение»                            | визуальные эффекты           |
| 2020        | «Спутник»                              | визуальные эффекты           |
| 2021        | «Майор Гром: Чумной Доктор»            | визуальные эффекты           |

## Компьютерные игры
| Год выпуска | Название           | Вклад              |
| ----------- | ------------------ | ------------------ |
| 2007        | TimeShift          | визуальные эффекты |
| 2016        | Escape from Tarkov | визуальные эффекты |

## Премии и награды
- В 2014 году Том Фрозак, колумнист сайта о работе в сфере анимации Animation Career Review, включил компанию в список наиболее влиятельных анимационных студий (97 место)[5][6].
- В 2016 году работа студии Main Road Post над фильмом «Дуэлянт» номинировалась на кинопремию «Золотой орёл» в номинации лучших визуальных эффектов[7].